# 윤직
윤직(綸直, ? ~ 237년)은 중국 삼국시대의 무장이다.

## 행적
237년, 공손연이 연왕(燕王)을 자처하며 위(魏)나라에 반기를 들자, 가범(賈範)과 함께 만류하다가 참수당하였다. 238년, 공손연을 토벌한 사마의(司馬懿)는 윤직의 무덤을 손질하고, 그의 자손들에게 벼슬을 내렸다.

## 삼국지연의에서의 윤직
윤직(倫直)이란 이름으로 등장하고 직위도 참군으로 바뀌었으나, 행적은 동일하다.